# NGC 3244
NGC 3244 este o hi (21cm) source⁠(d) situată în constelația Mașina Pneumatică. A fost descoperită în 22 aprilie 1835 de către John Herschel. Se află la o distanță de 37 de megaparseci de Pământ.